# Preuve combinatoire
Une preuve combinatoire est une démonstration qui tend à établir une identité entre deux expressions a priori différentes. La preuve s'appuie généralement sur deux techniques :
- Une preuve par double dénombrement, qui consiste à compter un même ensemble d'objets de deux manières différentes ;
- Une preuve par bijection, qui consiste à établir une bijection entre deux ensembles dont on souhaite prouver l'équipotence.